# Mudenur, Ranibennur
Mudenur là một làng thuộc tehsil Ranibennur, huyện Haveri, bang Karnataka, Ấn Độ.